# مديرية الحوطة

تعديل مصدري - تعديل

مديرية الحوطة إحدى مديريات محافظة لحج في اليمن. بلغ عدد سكانها 25881 نسمة عام 2004.

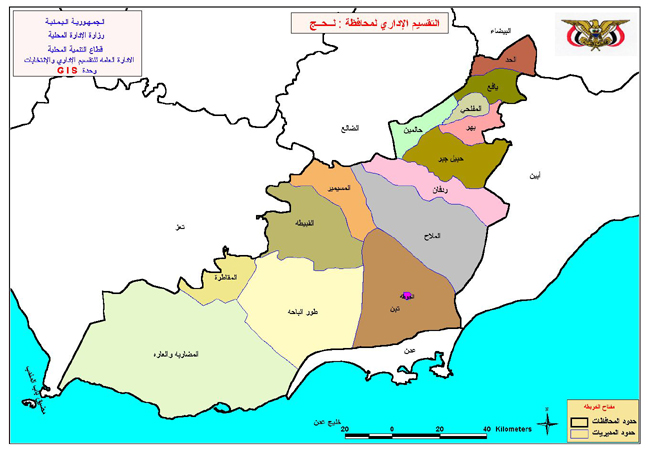
موقع مديرية الحوطة في محافظة لحج

## المستوطنات السكنية المندثرة
- – مدينة الرعارع – معانية الرعارع هي عبارة عن موقع أثري قديم تقع شمال مدينة الحوطة على بعد حوالي 3كيلو مترات الضفة الغربية للوادي الصغير وهي عبارة عن الحجة وتدل بقايا المستوطنة التي كانت فيها مبان مبنية بالأجر يرجع آخر تاريخ الاستبطان الموقع إلى القرنين الثامن عشر والتاسع عشر الميلادي، وتشير معظم المصادر التاريخية أن مدينة الرعارع كانت عاصمة مخلاف لحج.
- مدينة الحوطة – حوطة بالجفار – بدأ تاريخ مدينة الحوطة كعاصمة منذ تدمير مدينة الرعارع في أواخر الدولة الطاهريه وعندما دخل العثمانيون مدينة عدن تحولت العاصمة إلى حوطه بلجفار فتدهورت مدينة الرعارع ولم يعدلها ذكر بعد (القرن الحادي عشر للهجرة)إلا أن أحمد بن فضل في كتابة هدية الزمن ((برى أن أو ل من اتخذ مدينة الحوطة عاصمة للحج هم عمال الإمام المتوكل والإمام المتصور ويؤكد على ذلك بان لهم دارين فيهما عما دار حمادي ودار عبد الله المعروفان بمواضعيهما الآن في مدينة الحوطة وقام الشيخ فضل بن على العبد لي السلاّمي عام (1145هجرية)بالانتقال إليها مع أهله من قرية المجحفة وأقرها عاصمة للحج وعاصمة لملكة وكان فيها أحد عشر مسجدا وثلاثون بئر للشرب وأشهر مساجدها مسجد السيد عمر بن عبد الله بن حسين المساوي، ومسجد الدولة ومسجد الشيخ حسين بن أحمد المساوي الذي يقع في حارة المساوي، ومسجد راجح ومسجد بليل، ومسجد قيضاء وتشتهر مدينة الحوطة إلى جانب مساجدها بأضرحتها حيث توجد فيها العديد من الأضرحة أهمها ضريح الصالح مزاحم بلجفار الذي تنسب إليه الحوطة وهو رجل صالح تقام لة زيارة حولية من رجب وتعتبر من أعظم المناسبات فالتجار ينتظرونها بفارغ الصبر كموسم للخير حيث تصل الوفود من كل صوب للزيارة وعداً وأجلاً لقضاء الدين نيفا إلى صبيحة رجب وتقام طقوس أشبة بتلك الطقوس التي تقيمها الآن في أفريقيا يتخللها المشي على النار وطقوس سحرية غربية لامجال هنا لشرحها.

1. قصر السلطان أبرز معالم الحوطة حالياً وهو قصر السلطان عبد الكريم بن على بن عبد الله العبد لي السلاّمي قام ببنائه عام 1347 للهجرة ويقع إلى اليمين من ساحة السوق وهو عبارة عن قصر كبير بني بشكل حرف ال وامامه ساحة كبيرة تتوسطها نافورة وقد بني بطراز مبان الشرق الأقصى ويشابه أيضاً قصر السلطان عبد الكريم بن فضل الذي بناه في كريتر عدن.
2. المسجد الجامع (عمر بن عبد الله المساوي)يفسر من أهم مساجد مدينة الحوطة بناه السيد عمر بن عبد الله المساوي في عام (1083هجرية).
3. مسجد الدولة بنى مسجد الدولة السلطان أحمد فضل العبدلي السلاّمي وجدده أخوة محمد بن محسن عام 1292هجرية ويعتبر من أجمل المساجد في الحوطة وطابع بناءة متاُثره بمساجد الشرق الأقصى ودفن إلى جواره العديد من أمراء السلطنة (من أشهرهم القمدان.
4. حوطة سفيان يقع ضريح الشيخ سفيان بن عبد الله في مدينة الحوطة ونسبت الحوطة إليه وتقام له سنوية في 17 ربيع أول ويقال له اليمني والحصري وكان الشيخ سفيان بن عبد الله عالما متفهماً تتلمذ على يد عالم أسمة الشيخ شهاب الدين أبو العباس أحمد بن إبراهيم المر وني المغربي أما تاريخ وفاتة فغير معروف وتذكر بعض المصادر أنة عاش في القرن الثامن الهجري.